# Pterostylis tunstallii
Pterostylis tunstallii är en orkidéart som beskrevs av David Lloyd Jones och Mark Alwin Clements. Pterostylis tunstallii ingår i släktet Pterostylis och familjen orkidéer. Inga underarter finns listade i Catalogue of Life.